# Nazareth Pacheco
Nazareth Pacheco (27 de novembro de 1961, São Paulo) é uma artista plástica brasileira.

## Educação e Carreira Artística
Nazareth Pacheco cursou Artes Plásticas na Universidade Presbiteriana Mackenzie entre os anos de 1981 a 1983. Desde a década de 80, desenvolve obras tridimensionais relacionadas a processos vivenciados pelo corpo feminino, histórico, literal ou simbólico. No início da década de 80, frequentou o curso de monitoria da 18ª Bienal de São Paulo, sob a orientação do historiador e crítico de arte Tadeu Chiarelli. Em 1987, em Paris, frequentou o ateliê de escultura da École Nationale Supérieure des Beaux-Arts.
No ano de 1992, resolveu dar um tratamento formal a elementos derivados de sua história individual, lançando mão de registros e objetos concernentes aos procedimentos médicos aos quais fora submetida. A artista colecionou durante anos, fotografias, radiografias, bulas, laudos médicos, receitas, medicamentos, seringas, mechas de cabelos, máscaras de rosto, arcada dentária, dentre outros documentos que testemunhavam um processo longo e doloroso. Esses fragmentos de sua coleção particular eram como uma espécie de diário íntimo relativo às modificações sofridas pelo seu corpo que a fez passar por uma série de intervenções cirúrgicas e estéticas durante os primeiros dezoito anos de vida, com a finalidade de reparar problemas anatômicos e conquistar sua aparência atual.
Após 1992, a artista procurou transpor a fronteira do individual para o coletivo e criar objetos que pudessem remeter aos inúmeros procedimentos torturantes que não só ela, mas milhares de indivíduos se submetem para atender às exigências externas.  Essa preocupação de Nazareth Pacheco procede de uma época em que os avanços da medicina estética, da cosmetologia e das cirurgias plásticas, levam os indivíduos a uma busca frenética por formas corporais consideradas ideais, sem prever os esforços para atingi-las, que muitas vezes ultrapassam os limites corporais. Nesse sentido, pode-se dizer que as diretrizes de seu trabalho derivaram de fatos individuais (sua memória) e gerais (tendência estética pautada no corpo decorrente de problemáticas sócio-culturais).
Nos anos conseguintes, a artista participou da 24ª Bienal Internacional de São Paulo, tornou-se mestra na Escola de Comunicações e Artes da Universidade de São Paulo (ECA/USP) com a dissertação Objetos Sedutores sob a orientação de Carlos Fajardo e, em 2003, sua obra Gilete Azul virou documentário, lançado e realizado pela psicanalista Miriam Schnaiderman. Nos últimos anos, veio participando de diversas coletivas no Brasil e no exterior, além de ter frequentado o “Salon” de Louise Bourgeois em Nova York, entre 1999 e 2006. A partir de 2007, a artista começa a realizar uma série de participações em exposições do MAM-SP e do Itaú Cultural e em 2009 integra integra, como artista convidada, a V Bienal Internacional de Arte Têxtil, no Palais de Glace, em Buenos Aires, a convite da curadora Florencia Battisti.
Desde então, a artista vem integrando exposições e, recentemente, em 2022, foi convidada pela curadora Alexandra Schwartz para apresentar uma de suas obras chamada de “Saias de cristal, Missanga e Lamina de Bisturi”, na exposição  Garmenting: Costume as Contemporary Art no  Museum of Arts and Design de New York, nos Estados Unidos.

## Exposições Individuais[5]
- 2019: The Essence of Forestry and Humanity, Gallery Kogan Amaro, Zürich. Registros/Records. Galeria Kogan Amaro, SP.
- 2015: GOTA A GOTA, Pinacoteca do Estado de São Paulo, SP. (referência)
- 2014: Mercurial, Casa Triângulo, SP, SP.
- 2013: Mostra Bakery, na Braverman Galerry, em Tel Aviv, Israel.

         A Origem de Tudo, (três exposições individuais - Jeanete Musatti, Nazareth Pacheco e Walmor Corrêa); Luciana Caravello Arte Contemporânea, RJ, Brasil.
- 2012: Objetos Sedutores. Sesc Santo Amaro, SP, Brasil.
- 2010: Bronzeadas, Galeria Murilo Castro, Nova Lima, MG.
- 2008: Objetos sedutores, FAOP – Fundação de Arte de Ouro Preto, MG.
- 2007: Casa Triângulo Galeria de Arte, São Paulo, SP.
- 2005: Galeria Murilo de Castro, Belo Horizonte, MG.
- 2004: Entre o Tato e a Visão, Sesc São Carlos, SP.
- 2003: Galeria Brito Cimino, São Paulo, SP, Brasil.

          Entre o Tato e a Visão - Unicid, São Paulo, São Paulo, Brasil. Mercedes Viegas Arte Contemporânea, Rio de Janeiro, RJ, Brasil.
- 2002: Mulher – Pinacoteca Benedicto Calixto – Santos, SP, Brasil.

         Centro Universitário Maria Antônia – USP, São Paulo, SP, Brasil.
- 2000: Museu Universitário de Uberlândia, Uberlândia, MG, Brasil.

         Galeria Canvas, Porto, Portugal.
- 1999: Maison du Brèsil, Bruxelas, Bélgica.

         ICBRA, Instituto de Cultura Brasileira, Berlin, Alemanha.
- 1997: Valu Oria Galeria de Arte, São Paulo, SP, Brasil.
- 1993: Gabinete de Arte Raquel Arnaud, São Paulo, SP, Brasil.
- 1991: Projeto Macunaíma, IBAC, Rio de Janeiro, RJ, Brasil.
- 1990: Itaú Galeria de Brasília, DF, Goiânia, GO e Vitória, ES, Brasil.

         Centro Cultural São Paulo, SP, Brasil.
- 1989: Itaú Galeria de Ribeirão Preto, SP e Belo Horizonte, MG, Brasil.
- 1988: AB. OHM Galeria de Arte, São Paulo, SP, Brasil.

## Exposições Coletivas[4]
- 2021: Corpo Experimento, MAES, Museu de Arte do Espírito Santo, Vitória, ES.
- 2020: Transbordar – SESC Pinheiros, SP. Polaridades. Museu A Casa Do Objeto Brasileiro, SP.
- 2019: FAMA - Fábrica de Arte Marcos Amaro, Itu, SP.

         Futuros Imaginados, Passados Reconstruídos, Lamb Arts, SP.
         Passado/Futuro/Presente: arte contemporânea brasileira no acervo do MAM, SP, curadoria de Vanessa Davidson e Cauê Alves.
- 2018: Aonde Vamos? Curadoria Paulo Kassad Jr, Galeria Lume, SP

         Mulheres na coleção do MAR, Museu de Arte do Rio, RJ
         Corpo articulado - Curadoria Marcus de Lontra Costa, Verve Galeria, SP
         Arte Tem Gênero? Mulheres na Coleção de Arte da Cidade, CCSP, SP
         Galpão da Lapa – Colação José Olympio Pereira - Curadoria Paulo Miyada, SP.
- 2017: PAST/FUTURE/PRESENT: Contemporary Brazilin Art From Mam, SP, Phoenix Art Museum - Phoenix, EUA

         Fronteiras – Limites e Intersecções entre a Arte e o Design, Caixa Cultural, SP.
         METRÓPOLE: Experiência Paulistana, Estação Pinacoteca, SP.
         Artistas do século XXI, Mac SP, Aquilo que nos Une, Caixa Cultural de SP, SP
- 2016: Núcleos contemporâneos IV, Valu Oria, SP

          Dublê do Corpo , Carbono Galeria, SP.
          Tudo Joia, Bergamim Gomide, SP.
          Útero do Mundo - Mam SP
          Clube de Gravura: 30 anos, Mam SP,
          Aquilo que nos Une, Caixa Cultural do Rio, RJ Natureza Franciscana, Mam SP, SP
- 2015: Bienal do Mercosul, Porto Alegre, Rio Grande do Sul.

                    25 anos do Programa de Exposições do Centro Cultural São Paulo, SP
          Matérias do mundo: Arte e Indústria. Museu de Arte Contemporânea da Universidade de São Paulo, SP.
- 2014: Afetividades Eletivas, Centro Cultural Minas Tênis Clube, MG

            VISIBLE DIFERENCES, BAHRAIN, NATIONAL MUSEUM, BAHRAIN - CASA TRIÂNGULO NO PIVÔ – São Paulo, SP.
           “A Sua Saúde” - Nacional Honestino Guimarães, Brasília, DF; “140 caracteres”, Museu de Arte Moderna de São Paulo, SP
- 2013: Visibles Diferencias, Jordan National Gallery of Fine Arts, Amman, Jordânia

          Arte e Design, Santander, SP, Br
          Confluência, OÀ Galeria, Vitória, ES
          As tramas do tempo na arte contemporânea: Estética ou poética? Instituto Figueiredo Ferraz, Ribeirão Preto, SP.
          Univers Polièdric, MuVim, Valencia, Espanha.
- 2012: Aí Vai Muito da Pessoa. Luciana Caravello Arte Contemporânea, RJ.

          Percursos Contemporâneos' MACS, Sorocaba, SP;
          Mulheres, MAC de Niterói, Niterói, RJ, Brasil.
          Arte Contemporânea Brasileira, MAC de Niterói, Niterói, RJ, Brasil.
         Espelho Refletido – O Surrealismo e a Arte Contemporânea Brasileira, Centro Municipal de Arte Hélio Oiticica, Rio de Janeiro, RJ.
- 2011:  Instituto Figueiredo Ferraz, Ribeirão Preto, SP, Brasil.

              Jogos de Guerra, Caixa Cultural, RJ Arte Contemporânea Brasileira, MAC de Niterói, Niterói, RJ, Brasil.
- 2010: Shoá, Sesc Pompéia, SP;

Jogos de Guerra, Memorial da America Latina, SP.
- 2009: ‘Art in Use: Sculptural Objects’ Pao Galleries, Hong Kong Arts Centre, China

                 Jardim de Infância Mam SP ;V Bienal Internacional de Arte Têxtil – Artista Convidada, Palais de Glace, Buenos Aires, Argentina.
                  Memorial Revisitado 20 anos – Memorial da América Latina, São Paulo, SP.
                 “Atenção: Estratégias para perceber a arte” Museu de Arte Moderna de São Paulo, SP.
- 2008:  MAM 60, OCA , São Paulo, SP.

           N. Múltiplos, Galeria Murilo de Castro, Belo Horizonte, MG, BR.
            Com Que Roupa Eu Vou, Casa Fiat de Cultura, Nova Lima, MG.
          Panorama dos Panoramas. Museu de Arte Moderna de São Paulo, SP.
- 2007: 80 90 Modernos Pós Modernos etc., Instituto Tomie Ohtake, SP.

               Intimidades - Jogos Perigosos- Marilia Razuk Galeria de Arte, SP
              Coletiva do Acervo, Galeria Murilo de Castro, Belo Horizonte, MG.
- 2006: Desenho contemporâneo, Oficina Cultural, Uberlândia, Minas Gerais, MG

        "Um Olhar Sobre a Arte Brasileira" Museu Afro Brasil, SP, BR.
         "Desidentidade”: Arte Brasileira Contemporânea no Acervo do MAM - SP" IVAM, Espanha.
          Mam na Oca, Museu de Arte Moderna de São Paulo, SP, Brasil.
          Paralela, Antigo Prédio do Prodan, SP,Brasil.
          Manobras Radicais, Centro Cultural Banco do Brasil, SP, Brasil.
          Copa da Cultura, St. Elisabeth Kirche, Casa da Cultura do Mundo, Berlin. Alemanha
          Brazilianart, Fundação Bienal de São Paulo, SP, Brasil.
- 2005: Dor, Forma, Beleza, Estação Pinacoteca, São Paulo, SP. Coletiva de Acervo

          Galeria Murilo de Castro, Belo Horizonte, MG.
          O Corpo na Arte Contemporânea Brasileira, no Itaú Cultural, São Paulo, SP.
- 2004: Arte Contemporânea no Acervo Municipal - Centro Cultural São Paulo, SP.

          Paralela 2004 -São Paulo, SP.
          Coletiva - Casa Triângulo, São Paulo, SP.
          O Preço da Sedução: do espartilho ao silicone – Itaú Cultural, São Paulo, SP.
          Plataforma São Paulo. 450 anos, Museu de Arte Contemporânea - USP, São Paulo, SP.
- 2003: “Apropriações”, Museu de Arte Contemporânea de Niterói, Rio de Janeiro.

         “Meus amigos” – Curadoria Caetano de Almeida, Espaço Mam Villa-Lobos, São Paulo, SP, Brasil.
          “A arte atrás da arte” – Curadoria Guto Lacaz, Espaço Mam Villa-Lobos, São Paulo, SP, Brasil.
- 2002: “Entre Líneas” - La Casa Encendida, Caja de Madrid, Espanha.

           Fio da trama, Malba, Buenos Aires, Argentina. O Mapa de Agora – Instituto Tomie Ohtake, São Paulo, Brasil.
           O Mapa de Agora – Museu de Arte Contemporânea de Niterói, RJ, Brasil.
           Dangerous Beauty, JJC Manhattan, New York, NY, USA. ]      
           Paralela – São Paulo, SP, Brasil.
- 2001: Virgin Territory, National Museum of Women in the Arts, Washington, DC, USA.

          Fio da trama, El museu Del Barrio, New York, NY, USA.
          Espelho Cego, Museu de Arte Moderna de São Paulo, SP, Brasil.
          Deslocamentos do eu, Itaú Cultural, Campinas, SP, Brasil.
          Espelho Cego, Paço Imperial, Rio de Janeiro, Brasil.
          Recortes, Galeria Brito Cimino, São Paulo, SP, Brasil.
          Trajetória da Luz na Arte Brasileira, Itaú Cultural, São Paulo, SP, Brasil.
          O espírito da nossa época, Museu de Arte Moderna de SP, SP, Brasil.
          Louise Bourgeois’ Salon, Artists Space, New York, NY, EUA.
         Mostra de Arte Contemporânea Brasileira. MAM de Buenos Aires. Argentina.
         PER-VERSUS, Obra Aberta, Porto Alegre, RS, Brasil.

## Coleções Nacionais
- Instituto Cultural Itaú, São Paulo, Brasil
- Instituto Figueiredo Ferraz, Ribeirão Preto, São Paulo, Brasil
- Museu de Arte Contemporânea, São Paulo, Brasil
- Museu de Arte Moderna do Rio de Janeiro (MAM RJ), Coleção Gilberto Chateuabriand, Rio de Janeiro, Brasil
- Museu de Arte Moderna de Niterói, Niterói, Rio de Janeiro, Brasil
- Museu de Arte Moderna de São Paulo (MAM SP), São Paulo, Brasil
- Pinacoteca do Estado de São Paulo, São Paulo, Brasil

## Prêmios
- 1997 -  Recebeu o Grande Prêmio Embratel,  ao participar do Panorama de Arte Brasileira no MAM de SP. [6]
- 1989  - Obteve o prêmio aquisição no 11° Salão Nacional de Artes Plásticas, no Rio de Janeiro.[6]